# شهرستان لارنس (کارولینای جنوبی)
شهرستان لارنس، کارولینای جنوبی (به انگلیسی: Laurens County, South Carolina) یک سکونتگاه مسکونی در ایالات متحده آمریکا است که در کارولینای جنوبی واقع شده‌است.

## خصوصیات
شهرستان لارنس ۱٬۸۷۵٫۱۶ کیلومترمربع مساحت دارد.